# سالومون برک
سالومون برک (به انگلیسی: Solomon Burke)‏ (۲۱ مارس ۱۹۴۰ - ۱۰ اکتبر ۲۰۱۰) خواننده آمریکایی سبک سول بود. او روز یکشنبه در فرودگاه آمستردام درگذشت.
به گفته خانواده سالومون، او به مرگ طبیعی و پس از رسیدن هواپیمایش از لس آنجلس به آمستردام درگذشته است.

## زندگی هنری
سالومون برک که سابقه ۵۵ سال فعالیت هنری را در کارنامه خود ثبت کرده، برای اجرای موسیقی در آمستردام عازم اروپا شده بود.
ترانه‌های اولیهٔ سالومون برک که در دههٔ ۱۹۶۰ برای آتلانتیک رکوردز ضبط کرد اولین آثار واقعی موسیقی سول هستند. ترانه‌های «Cry to Me»، «Just Out of Reach» و «Down in the Valley» از ساخته‌های دههٔ ۶۰ سالومون برک هستند که به‌عنوان آثار کلاسیک سبک سول شناخته می‌شوند.

## زندگی شخصی
از این خواننده آمریکایی ۲۱ فرزند و ۹۰ نوه بر جا مانده است.